# Trachylepis lavarambo
Espèce
Synonymes
- Mabuya lavarambo Nussbaum & Raxworthy, 1998

Statut de conservation UICN

 VU D2 : Vulnérable
Trachylepis lavarambo est une espèce de sauriens de la famille des Scincidae.

## Répartition

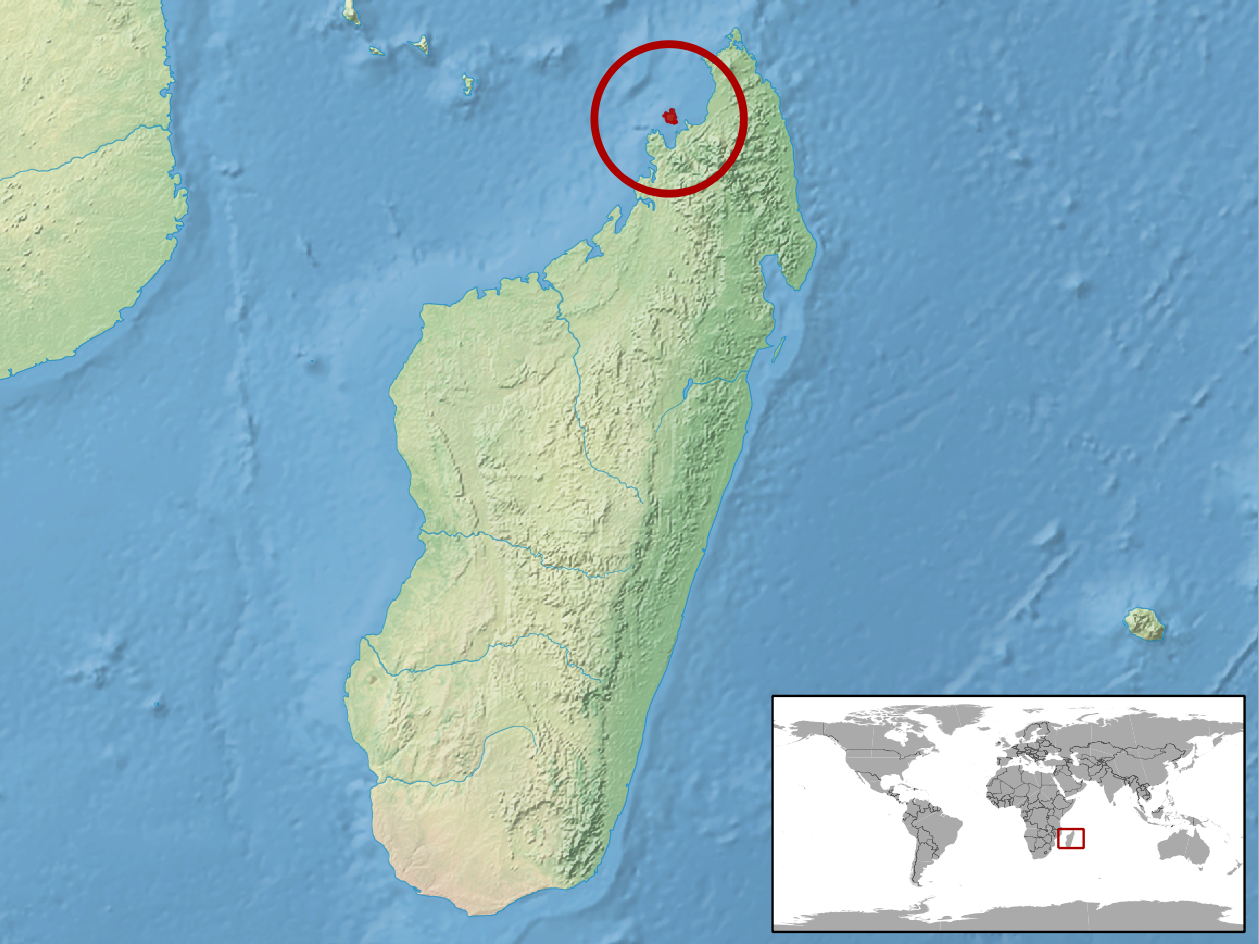
Répartition de l'espèce.

Cette espèce est endémique de l'île de Nosy Be à Madagascar.

## Publication originale
- Nussbaum & Raxworthy, 1998 : New long-tailed Mabuya Fitzinger from Lokobe Reserve, Nosy Be, Madagascar (Reptilia: Squamata: Scincidae). Copeia, vol. 1998, no 1, p. 114-119.